# 白楊溝佛寺遺址
白楊溝佛寺遺址是位於中國新疆哈密市伊州區五堡鄉白楊河兩岸的大型唐代佛寺遺址，南北綿延10多公里，是中國全國重點文物保護單位。
遺址群最早的建築年代在隋朝之前，繁榮於唐朝，主要建築集中在白楊河西岸，遺址的大殿正中為一泥塑坐佛，以經過雕琢的山崖壁敷泥雕塑，原高在10米以上，表面有彩繪，坐佛前面廳堂兩側有天王立像底座。大殿北側有壁畫遭嚴重破壞的石窟群，多為中心柱石窟，石窟上方山丘頂部有建築殘跡。大殿背後為僧房，靠近北面有一講經土台，建築南面有一保存比較完整的小禪房。大殿南面300多米處有一舍利塔，塔東側有一禪室，頂部平面呈四方形，每邊都有方楞伸出，舍利塔南面的土台上有一座坐北朝南的小寺廟。